# Bertram Kostant
Bertram Kostant, né le 24 mai 1928 à Brooklyn (New York) et mort le 2 février 2017 à Roslindale (Boston), est un mathématicien américain.

## Biographie
Kostant obtient son diplôme d'études secondaires à New York, à la Stuyvesant High School en 1945. À partir de 1950, il étudie à l'Université Purdue, et à l'Université de Chicago il obtient sa maîtrise  en 1951 et son Ph. D. en 1954 sous la direction d'Irving Segal avec un thèse intitulée Representations of a Lie Algebra and its Enveloping Algebra on Hilbert Space. De 1953 à 1955, il est à l'Institute for Advanced Study (aussi en 1966/67), il est ensuite lecturer à l'université de Princeton et à partir de 1956 professeur assistant à l'université de Californie à Berkeley, où il est devient professeur associé en 1961 et professeur titulaire en 1962. En 1961, il obtient une bourse Sloan. À partir de 1962, il est professeur au Massachusetts Institute of Technology, où il prend sa retraite en 1993.

## Contributions
Kostant est spécialiste des groupes de Lie, algèbres de Lie, de la théorie des représentations, des espaces homogènes, de la géométrie différentielle (géométrie symplectique, espaces symétriques) et de la physique mathématique (par exemple les réseaux de Toda). Il est connu pour ses contributions  à la théorie de la quantification géométrique (pré-quantification), que Jean-Marie Souriau a développée à peu près à la même époque. Il a également développé la théorie en utilisant le réseau de Toda. Il a donné plusieurs conférences sur le groupe de Lie E8 Il a été l'un des principaux développeurs de la théorie de quantification géométrique. Son introduction de la théorie de la préquantification a conduit à la théorie des réseaux de Toda quantiques. La fonction de partition de Kostant porte son nom. Avec Gerhard Hochschild et Alex Rosenberg, il est l'un des auteurs du théorème de Hochschild-Kostant-Rosenberg qui décrit l'homologie de Hochschild de certaines algèbres.

## Publications (sélection)
Collection
Un ensemble de cinq volumes de contributions est en cours de parution chez Springer sous le titre Collected papers  :
- Bertram Kostant (auteur), Anthony Joseph, Shrawan Kumar et Michèle Vergne (éditeurs), Collected Papers : Volume I 1955-1966, Volume II 1967-1978, Volume III 1979-1988, Volume IV 1989-1999, Volume V 2000-2007, New York, Springer-Verlag, 2009 (volume i), 2022 (volume ii), 2023 (volume iii), xx+518 (ISBN 978-0-387-09582-0, présentation en ligne).

Sélection
- [1959] Bertram Kostant, « The principal three-dimensional subgroup and the Betti numbers of a complex simple Lie group », Amer. J. Math., vol. 81, no 4,‎ 1959, p. 973-1032.
- [1955] Bertram Kostant, « Holonomy and the Lie algebra of infinitesimal motions of a Riemannian manifold », Trans. Amer. Math. Soc., vol. 80, no 2,‎ 1955, p. 528–542 (DOI 10.1090/S0002-9947-1955-0084825-8 )
- [1959] Bertram Kostant, « A formula for the multiplicity of a weight », Trans. Amer. Math. Soc., vol. 93, no 6,‎ 1959, p. 53–73 (DOI 10.1090/S0002-9947-1959-0109192-6 )
- [1961] Bertram Kostant, « Lie algebra cohomology and the generalized Borel-Weil theorem », Annals of Mathematics, vol. 74, no 2,‎ 1961, p. 329–387 (DOI 10.2307/1970237, lire en ligne)
- [1961] Bertram Kostant, « Lie group representations on polynomial rings », American Journal of Mathematics, vol. 85, no 3,‎ 1963, p. 327–404 (DOI 10.2307/2373130)
- [1962] Gerhard Hochschild, Bertram Kostant et Alex Rosenberg, « Differential forms on regular affine algebras », Trans. Amer. Math. Soc., vol. 102, no 3,‎ 1962, p. 383–408
- [1969] Bertram Kostant, « On the existence and irreducibility of certain series of representations », Bulletin of the American Mathematical Society, vol. 75, no 4,‎ 1969, p. 627–642 (DOI 10.1090/S0002-9904-1969-12235-4)
- [1970] Bertram Kostant, « Quantization and unitary representations », dans Lectures in modern analysis and applications III, vol. 170, coll. « Lecture Notes in Mathematics » (no 170), 1970 (ISBN 978-3-540-05284-5, DOI 10.1007/BFb0079068), p. 87–208
- [1971] Louis Auslander et Bertram Kostant, « Polarization and unitary representations of solvable Lie groups », Inventiones Mathematicae, vol. 14, no 4,‎ 1971, p. 255–354 (DOI 10.1007/BF01389744)
- [1971] Bertram Kostant et Stephen Rallis, « Orbits and representations associated avec symmetric spaces », American Journal of Mathematics, vol. 93, no 3,‎ 1971, p. 753–809 (DOI 10.2307/2373470)
- [1973] Bertram Kostant, « On convexity, the Weyl group and the Iwasawa decomposition », Annales scientifiques de l'École normale supérieure, vol. 6, no 4,‎ 1973, p. 413–455 (DOI 10.24033/asens.1254 , lire en ligne)
- [1977] Bertram Kostant, « Graded manifolds, graded Lie theory, and prequantization », dans Differential Geometrical Methods in Mathematical Physics, coll. « Lecture Notes in Math » (no 570), 1977 (ISBN 978-3-540-08068-8, DOI 10.1007/Bfb0087788), p. 177–306
- [1978] Bertram Kostant, « On Whittaker vectors and representation theory », Inventiones Mathematicae, vol. 48, no 2,‎ 1978, p. 101–184 (DOI 10.1007/BF01390249)
- [1978] David Kazhdan, Bertram Kostant et Shlomo Sternberg, « Hamiltonian group actions and dynamical systems of Calogero type », Communications on Pure and Applied Mathematics, vol. 31, no 4,‎ 1978, p. 481–507 (DOI 10.1002/cpa.3160310405)
- [1979] Bertram Kostant, « The solution to a generalized Toda lattice and representation theory », Advances in Mathematics, vol. 34, no 3,‎ 1979, p. 195–338 (DOI 10.1016/0001-8708(79)90057-4 )
- [1986] Bertram Kostant et Shrawan Kumar, « The nil Hecke ring and cohomology of GP for a Kac-Moody group G », Advances in Mathematics, vol. 62, no 3,‎ 1986, p. 187–237 (DOI 10.1016/0001-8708(86)90101-5 )1986
- [1987] Bertram Kostant et Shlomo Sternberg, « Symplectic reduction, BRS cohomology, and infinite-dimensional Clifford algebras », Annals of Physics, vol. 176, no 1,‎ 1987, p. 49–113 (DOI 10.1016/0003-4916(87)90178-3)
- [2000] Bertram Kostant, « On Laguerre polynomials, Bessel functions, Hankel transform and a series in the unitary dual of the simply-connected covering group of {\displaystyle {\mbox{SL}}(2,\mathbb {R} )} », Representation Theory, vol. 4,‎ 2000, p. 181–224 (DOI 10.1090/S1088-4165-00-00096-0, lire en ligne)

## Reconnaissance
En 1978, Kostant est élu à l'Académie nationale des sciences. Il est également membre de l'Académie américaine des arts et des sciences depuis 1962. En 1970, il est conférencier invité au Congrès international des mathématiciens de Nice (titre de sa communication : Orbits and quantization theory). Il est lauréat du prix Leroy P. Steele en 1990, et en 2016, il est récipiendaire de la médaille Wigner.
Il est initial fellow  de l'American Mathematical Society.
Un volume d'hommage a été édite par Jean-Luc Brylinski en 1994.
Parmi ses doctorants figurent James Lepowsky, Moss Sweedler (en), James Simons et David Vogan.